# Hon-shimeji
Hon-shimeji (Lyophyllum shimeji), med föreslaget svenskt namn talltuvskivling, är en av världens dyraste matsvampar med detaljhandelspriser upp till 8 000 SEK/kg  och den är extra uppskattad i Japan. I en studie vid Göteborgs universitet under 2009 visade Henrik Sundberg att hon-shimeji växer även i Sverige.
Efter spridning av kunskapen som framkom i denna studie har fynd av arten i fråga även gjorts i: Norge, Finland, Danmark, Ryssland, Ukraina, Tjeckien och Kanada. Samtliga länder där det tidigare inte varit känt att arten går att hitta.